# オードリー・ウィリアムズ
オードリー・メイ・シェパード（Audrey Mae Sheppard、1923年2月28日 - 1975年11月4日）は、婚姻姓のオードリー・ウィリアムズ（Audrey Williams）でより広く知られていたアメリカ合衆国の音楽家で、カントリー音楽の象徴的人物ハンク・ウィリアムズの最初の妻であり、ハンク・ウィリアムズJr.（Hank Williams, Jr.）の母、ハンク・ウィリアムズ3世（Hank Williams III）とホリー・ウィリアムズ（Holly Williams）の祖母である。
オードリーとハンクは、1944年12月15日に結婚し、1952年7月10日に離婚手続きが完了した。

## 生涯
シェパードは、アラバマ州パイク郡（Pike County）で生まれた。1943年にハンク・ウィリアムズと出会ったとき、彼女は20歳で、最初の夫と別れ、ひとり娘リクレシア（Lycretia）を抱えたシングル・マザーであった。結婚式は、（離婚後60日間は再婚せずに待つという定めに従わずに）彼女の最初の夫との離婚手続きが完了したわずか10日後の1944年12月15日に、アラバマ州アンダルシアに近いガソリンスタンドで、治安判事の前で執り行われた。それまでハンクの母リリー（Lilly：Lilian の愛称）がもっぱら担っていた、ハンクを鼓舞する役割を、オードリーは引き受け、新婚の2人は、ソングライターで、音楽出版社 Acuff-Rose の共同経営者のひとりでもあったフレッド・ローズ（Fred Rose）に会うため、テネシー州ナッシュビルを訪れた。
ローズはハンクの歌を気に入り、スターリング・レコード（Sterling Records）で2回の録音セッションを行なうよう求め、そこから2枚のシングル、1946年12月発売の「Never Again」と1947年2月発売の「Honky Tonkin'」が生まれた。この2枚はいずれもヒットし、ハンクは1947年の早い時期に、ローズをハンクのマネージャー兼音楽プロデューサーとして、MGMレコード（MGM Records）と契約を結んだ。
一方、オードリー自身も、ステージでの成功を求めて動き出した。2人の関係が始まった当初から、ハンクはオードリーをバック・バンドの一員に加えることがあり、彼女は歌うだけでなく、アップライトベースも弾いていた。カントリー音楽関係の伝記作家コリン・エスコット（Colin Escott）の記すところでは、「彼女とハンクのデュエットは、結婚生活の延長線上のようなもので、一音一音でどちらが優るのか、彼女がハンクに挑み続けるようなものであった」という。2人は何曲もデュエットを録音しており、オードリーが前面に出ているものとしては、「Lost On The River」、「I Heard My Mother Praying For Me」、「Dear Brother」、「Jesus Remembered Me」、「The Pale Horse And His Rider」、「Jesus Died For Me」、「Help Me Understand」、「Something Got A Hold Of Me」、「I Want To Live And Love」、「Where The Soul Of Man Never Dies」などがある。
オードリーは「Mansion On The Hill」を書いているが、これはフレッド・ローズと出会った後、ハンクがスランプに陥り曲が書けなくなったためだったと言われている。
1948年の早い時期には、ハンクが再びアルコールに溺れはじめたため、2人の関係は緊張を孕むものとなった。オードリーはハンクから離れ、アルコールと自分のどちらを取るのかとハンクに迫った。結局、2人は和解し、1949年5月26日に、オードリーはランドール・ウィリアムズ（Randall Williams）を生んだ。ハンクは息子に、『グランド・オール・オプリ』に出演していたコメディアンのロッド・ブラスフィールド（Rod Brasfield）が腹話術に使う人形の名にちなんで、「ボシファス (Bocephus)」とあだ名をつけた。オードリーは、出産後も『グランド・オール・オプリ』にしばしば出演し、息子の正式な本名を、ハンク・ウィリアムズJr.に改めた。その一方でオードリーは、先夫との間の娘であるリクレシアをハンクの養女とすることは拒んでいたが、これは、もし離婚となったときに娘をハンクに奪われるのではないかと恐れたためであった。
1951年12月31日、相互不信と、ハンクのアルコールや薬物問題の再発でもめた末に、オードリーはハンクにホテルから電話をかけ、当時一家が住んでいたテネシー州の家に自分が戻るまでに、家から出て行くよう促した。このときハンクは、自らの運命を予言するように「オードリー、君なしじゃ、僕はあと1年も生きられないよ」と言ったとされている。しかし、1952年6月に、オードリーはハンクと2度目の離婚をした。彼女は離婚に際して、家と子どもたち、そしてハンクの将来のロイヤルティー収入の半分を、将来にわたって再婚しないことを条件として、獲得した。ハンクの死から数カ月後の1953年の遅い時期に、オードリーは、ハンクの後妻ビリー・ジーン・ジョーンズに3万ドルを支払い、その時点まで2人がいずれも使っていた「ハンク・ウィリアムズの未亡人」という肩書きや表現の使用を放棄させた。ハンクの母リリーは、この問題では珍しくオードリーの主張に同意した。

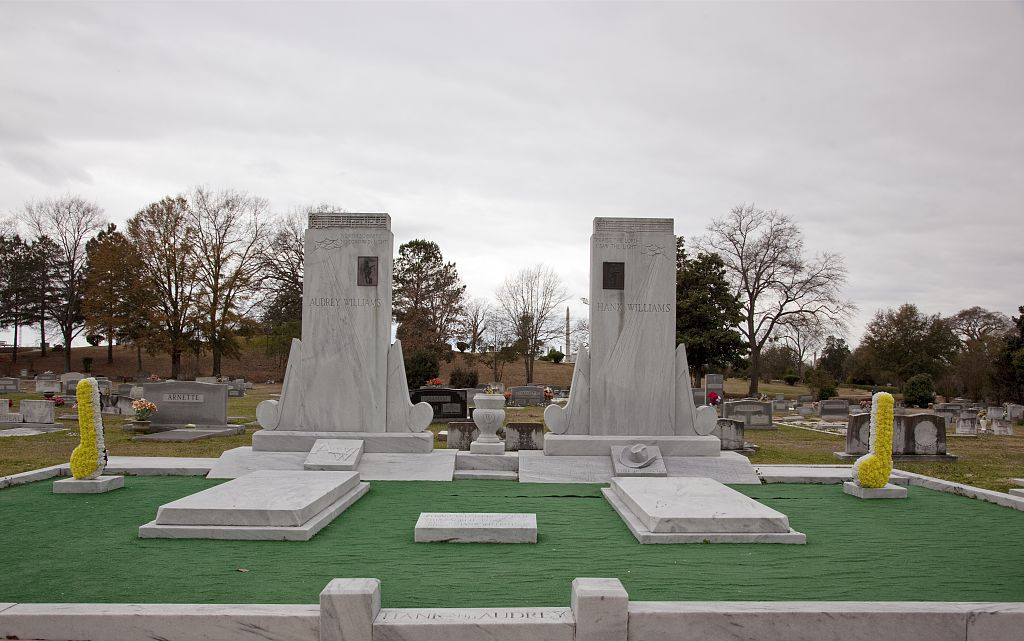
アラバマ州モンゴメリー郊外の墓地にある、オードリー（左）とハンク（右）の墓。

亡き夫と同じように、オードリーもまたアルコールと薬物の問題を抱えていた。ハンクJr.は、18歳になって以降は母と疎遠になった。オードリーは、その後も生涯再婚しなかった。彼女は1975年11月4日に亡くなった。
オードリーとハンクの墓は、アラバマ州モンゴメリー郊外の墓地にある。

## 作品中での言及
オードリーは、ウェイロン・ジェニングス（Waylon Jennings）をフィーチャーしたジョニー・キャッシュの曲「The Night Hank Williams Came to Town」の歌詞で言及されており、この曲はアルバム『Johnny Cash Is Coming to Town』に収められている。彼女への言及は、シューター・ジェニングス（Shooter Jennings）の「Tangled Up Roses」や、ハンク・ウィリアムズJr.とウェイロン・ジェニングスの「The Conversation」にも見られる。